# Interlands Singaporees voetbalelftal 2010-2019
Deze pagina toont een chronologisch en gedetailleerd overzicht van de interlands die het Singaporees voetbalelftal speelt en heeft gespeeld in de periode 2010 – 2019. In het tweede decennium van de 21ste eeuw nam Singapore vooralsnog deel aan het wereldkampioenschap voetbal noch het Aziatisch kampioenschap; wel was het vaste deelnemer aan het Zuidoost-Aziatisch kampioenschap, dat Singapore in 2012 won.

## Interlands

### 2010
|                                                                     |                   |       |                                                                   |                                                                                   |
| 6 januari Kwalificatie AK 2011 Groep E «onderlinge duels» 19:30 uur | Singapore         | 1 – 3 | Iran                                                              | Nationaal stadion, Singapore Toeschouwers: 7.356 Scheidsrechter: Sun Baojie (CHN) |
| 6 januari Kwalificatie AK 2011 Groep E «onderlinge duels» 19:30 uur | Noh Alam Shah 31' |       | 11' (pen.) Hadi Aghili 12' Mehrzad Madanchi 62' Gholamreza Rezaei | Nationaal stadion, Singapore Toeschouwers: 7.356 Scheidsrechter: Sun Baojie (CHN) |

|                                                           |                     |       |           |                                                                               |
| 17 januari Vriendschappelijk «onderlinge duels» 18:30 uur | Thailand            | 1 – 0 | Singapore | 5th Dec Sports Complex, Nakhon Ratchasima Scheidsrechter: Charles Mbaga (TAN) |
| 17 januari Vriendschappelijk «onderlinge duels» 18:30 uur | Sutee Suksomkit 59' |       |           | 5th Dec Sports Complex, Nakhon Ratchasima Scheidsrechter: Charles Mbaga (TAN) |

|                                                           |                                                                                            |       |                  |                                           |
| 20 januari Vriendschappelijk «onderlinge duels» 18:30 uur | Denemarken                                                                                 | 5 – 1 | Singapore        | 5th Dec Sports Complex, Nakhon Ratchasima |
| 20 januari Vriendschappelijk «onderlinge duels» 18:30 uur | Jim Larsen 7' Jakob Poulsen 20' (pen.) Rajko Lekić 34' Mikkel Thygesen 48' Søren Rieks 79' |       | 83' Fazrul Nawaz | 5th Dec Sports Complex, Nakhon Ratchasima |

|                                                           |               |       | |                                                                                                   |
| 23 januari Vriendschappelijk «onderlinge duels» 17:00 uur | Singapore     | 1 – 6 | Polen | 5th Dec Sports Complex, Nakhon Ratchasima Toeschouwers: 20.000 Scheidsrechter: Caleb Sikobe (KEN) |
| 23 januari Vriendschappelijk «onderlinge duels» 17:00 uur | Jiayi Shi 40' |       | 26' (pen.) Robert Lewandowski 37' Robert Lewandowski 45' (pen.) Maciej Iwański 69' Piotr Brożek 80' (e.d.) Hassan Sunny 88' (pen.) Tomasz Nowak | 5th Dec Sports Complex, Nakhon Ratchasima Toeschouwers: 20.000 Scheidsrechter: Caleb Sikobe (KEN) |

|                                                                   |                                       |       |                   |                                                                                            |
| 3 maart Kwalificatie AK 2011 Groep E «onderlinge duels» 17:00 uur | Jordanië                              | 2 – 1 | Singapore         | Koning Abdullahstadion, Amman Toeschouwers: 17.000 Scheidsrechter: Abdulrahman Abdou (QAT) |
| 3 maart Kwalificatie AK 2011 Groep E «onderlinge duels» 17:00 uur | Odai Al-Saify 9' Anas Bani Yaseen 60' |       | 48' Noh Alam Shah | Koning Abdullahstadion, Amman Toeschouwers: 17.000 Scheidsrechter: Abdulrahman Abdou (QAT) |

|                                                            |                         |       |           |                         |
| 11 augustus Vriendschappelijk «onderlinge duels» 19:00 uur | Thailand                | 1 – 0 | Singapore | SCG Stadium, Nonthaburi |
| 11 augustus Vriendschappelijk «onderlinge duels» 19:00 uur | Sarayoot Chaikamdee 29' |       |           | SCG Stadium, Nonthaburi |

|                                                           |                                    |       |                      |                          |
| 2 november Vriendschappelijk «onderlinge duels» 20:45 uur | Noord-Korea                        | 2 – 1 | Singapore            | Nationaal stadion, Hanoi |
| 2 november Vriendschappelijk «onderlinge duels» 20:45 uur | Ri Kwang-chon 80' Hong Yong-jo 90' |       | 41' Aleksandar Đurić | Nationaal stadion, Hanoi |

|                                                           |                     |       |               |                          |
| 4 november Vriendschappelijk «onderlinge duels» 19:00 uur | Vietnam             | 1 – 1 | Singapore     | Nationaal stadion, Hanoi |
| 4 november Vriendschappelijk «onderlinge duels» 19:00 uur | Văn Tài Em Phan 76' |       | 24' Jiayi Shi | Nationaal stadion, Hanoi |

| Zuidoost-Aziatisch kampioenschap voetbal 2010 |
| --------------------------------------------- |

|                                                                          |                      |       |                             |                                                                |
| 2 december Zuidoost-Aziatisch kampioenschap «onderlinge duels» 17:00 uur | Singapore            | 1 – 1 | Filipijnen                  | Nationaal stadion, Hanoi Scheidsrechter: Chaiya Mahaprab (THA) |
| 2 december Zuidoost-Aziatisch kampioenschap «onderlinge duels» 17:00 uur | Aleksandar Đurić 64' |       | 90+3' Christopher Greatwich | Nationaal stadion, Hanoi Scheidsrechter: Chaiya Mahaprab (THA) |

|                                                                          |                                       |       |                     |                                                             |
| 5 december Zuidoost-Aziatisch kampioenschap «onderlinge duels» 17:00 uur | Singapore                             | 2 – 1 | Myanmar             | Nationaal stadion, Hanoi Scheidsrechter: Tao Ranchang (CHN) |
| 5 december Zuidoost-Aziatisch kampioenschap «onderlinge duels» 17:00 uur | Aleksandar Đurić 62' Agu Casmir 90+4' |       | 13' Khin Maung Lwin | Nationaal stadion, Hanoi Scheidsrechter: Tao Ranchang (CHN) |

|                                                                          |                     |       |           |                                                                                     |
| 8 december Zuidoost-Aziatisch kampioenschap «onderlinge duels» 19:30 uur | Vietnam             | 1 – 0 | Singapore | Nationaal stadion, Hanoi Toeschouwers: 40.000 Scheidsrechter: Chaiya Mahaprab (THA) |
| 8 december Zuidoost-Aziatisch kampioenschap «onderlinge duels» 19:30 uur | Nguyễn Vũ Phong 32' |       |           | Nationaal stadion, Hanoi Toeschouwers: 40.000 Scheidsrechter: Chaiya Mahaprab (THA) |

|  |  |  |  |  |  |  |  |  |

### 2011
|                                                       |                                                                 |       |           |                                                   |
| 7 juni Vriendschappelijk «onderlinge duels» 19:30 uur | Singapore                                                       | 4 – 0 | Malediven | Jalan Besarstadion, Singapore Toeschouwers: 2.166 |
| 7 juni Vriendschappelijk «onderlinge duels» 19:30 uur | Li Qiu 13' (pen.) Li Qiu 19' Jiayi Shi 30' Aleksandar Đurić 49' |       |           | Jalan Besarstadion, Singapore Toeschouwers: 2.166 |

|                                                        |                                                            |       |                                   |                                                   |
| 18 juli Vriendschappelijk «onderlinge duels» 19:30 uur | Singapore                                                  | 3 – 2 | Chinees Taipei                    | Jalan Besarstadion, Singapore Toeschouwers: 1.900 |
| 18 juli Vriendschappelijk «onderlinge duels» 19:30 uur | Aleksandar Đurić 17' Aleksandar Đurić 54' Fazrul Nawaz 82' |       | 47' Lo Chih-an 62' Chiang Shih-lu | Jalan Besarstadion, Singapore Toeschouwers: 1.900 |

|                                                                        |                                                                                         |       |                                                   |                                                                                         |
| 23 juli Kwalificatie WK 2014 Tweede ronde «onderlinge duels» 19:30 uur | Singapore                                                                               | 5 – 3 | Maleisië                                          | Jalan Besarstadion, Singapore Toeschouwers: 6.000 Scheidsrechter: Nawaf Shukralla (BHR) |
| 23 juli Kwalificatie WK 2014 Tweede ronde «onderlinge duels» 19:30 uur | Aleksandar Đurić 7' Li Qiu 22' Fahrudin Mustafic 44' Jiayi Shi 45' Aleksandar Đurić 81' |       | 1' Safee Sali 70' Abdul Hadi Yahya 71' Safee Sali | Jalan Besarstadion, Singapore Toeschouwers: 6.000 Scheidsrechter: Nawaf Shukralla (BHR) |

|                                                                        |                |       |               |                                                                                                |
| 28 juli Kwalificatie WK 2014 Tweede ronde «onderlinge duels» 20:40 uur | Maleisië       | 1 – 1 | Singapore     | Bukit Jalilstadion, Kuala Lumpur Toeschouwers: 87.000 Scheidsrechter: Hiroyoshi Takayama (JPN) |
| 28 juli Kwalificatie WK 2014 Tweede ronde «onderlinge duels» 20:40 uur | Safee Sali 58' |       | 73' Jiayi Shi | Bukit Jalilstadion, Kuala Lumpur Toeschouwers: 87.000 Scheidsrechter: Hiroyoshi Takayama (JPN) |

|                                                            |          |       |           |                             |
| 24 augustus Vriendschappelijk «onderlinge duels» 20:00 uur | Maleisië | 0 – 0 | Singapore | Rajamangalastadion, Bangkok |
| 24 augustus Vriendschappelijk «onderlinge duels» 20:00 uur |          |       |           | Rajamangalastadion, Bangkok |

|                                                                       |                                 |       |                      |                                                                                    |
| 2 september Kwalificatie WK 2014 Groep A «onderlinge duels» 20:00 uur | China                           | 2 – 1 | Singapore            | Tuodongstadion, Kunming Toeschouwers: 17.000 Scheidsrechter: Andre El Haddad (LIB) |
| 2 september Kwalificatie WK 2014 Groep A «onderlinge duels» 20:00 uur | Zheng Zhi 69' (pen.) Yu Hai 73' |       | 33' Aleksandar Đurić | Tuodongstadion, Kunming Toeschouwers: 17.000 Scheidsrechter: Andre El Haddad (LIB) |

|                                                                       |           |                                         |      |                                                                                     |
| 6 september Kwalificatie WK 2014 Groep A «onderlinge duels» 19:30 uur | Singapore | 0 – 2                                   | Irak | Jalan Besarstadion, Singapore Toeschouwers: 5.505 Scheidsrechter: Minoru Tōjō (JPN) |
| 6 september Kwalificatie WK 2014 Groep A «onderlinge duels» 19:30 uur |           | 50' Alaa Abdul-Zahra 86' Younis Mahmoud |      | Jalan Besarstadion, Singapore Toeschouwers: 5.505 Scheidsrechter: Minoru Tōjō (JPN) |

|                                                          |                                       |       |            |                                                                    |
| 7 oktober Vriendschappelijk «onderlinge duels» 19:30 uur | Singapore                             | 2 – 0 | Filipijnen | Jalan Besarstadion, Singapore Scheidsrechter: Shukri Suhaizi (MAS) |
| 7 oktober Vriendschappelijk «onderlinge duels» 19:30 uur | Shaiful Esah 51' Aleksandar Durić 65' |       |            | Jalan Besarstadion, Singapore Scheidsrechter: Shukri Suhaizi (MAS) |

|                                                                      |           |                                                          |          |                                                                                         |
| 11 oktober Kwalificatie WK 2014 Groep A «onderlinge duels» 19:30 uur | Singapore | 0 – 3                                                    | Jordanië | Jalan Besarstadion, Singapore Toeschouwers: 3.799 Scheidsrechter: Choi Myung-yong (KOR) |
| 11 oktober Kwalificatie WK 2014 Groep A «onderlinge duels» 19:30 uur |           | 11' Abdallah Deeb 54' Bashar Bani Yaseen 64' Ahmad Hayel |          | Jalan Besarstadion, Singapore Toeschouwers: 3.799 Scheidsrechter: Choi Myung-yong (KOR) |

|                                                                       |                               |       |           |                                                                                       |
| 11 november Kwalificatie WK 2014 Groep A «onderlinge duels» 18:00 uur | Jordanië                      | 2 – 0 | Singapore | Koning Abdullahstadion, Amman Toeschouwers: 19.000 Scheidsrechter: Ben Williams (AUS) |
| 11 november Kwalificatie WK 2014 Groep A «onderlinge duels» 18:00 uur | Ahmad Hayel 15' Amer Deeb 65' |       |           | Koning Abdullahstadion, Amman Toeschouwers: 19.000 Scheidsrechter: Ben Williams (AUS) |

|                                                                       |           |                                                           |       |                                                                                              |
| 15 november Kwalificatie WK 2014 Groep A «onderlinge duels» 19:30 uur | Singapore | 0 – 4                                                     | China | Jalan Besarstadion, Singapore Toeschouwers: 5.474 Scheidsrechter: Abdullah Al-Baloushi (QAT) |
| 15 november Kwalificatie WK 2014 Groep A «onderlinge duels» 19:30 uur |           | 41' Yu Hai 56' Li Weifeng 73' Zheng Zheng 81' Zheng Zheng |       | Jalan Besarstadion, Singapore Toeschouwers: 5.474 Scheidsrechter: Abdullah Al-Baloushi (QAT) |

### 2012
|                                                            |                                                  |       |                                    |                                                                             |
| 24 februari Vriendschappelijk «onderlinge duels» 14:30 uur | Singapore                                        | 2 – 2 | Azerbeidzjan                       | The Sevens, Dubai Toeschouwers: 3.000 Scheidsrechter: Fahad Al-Kassar (VAE) |
| 24 februari Vriendschappelijk «onderlinge duels» 14:30 uur | Shahril Ishak 72' (pen.) Fahrudin Mustafić 90+3' |       | 15' Rauf Aliyev 62' Mahir Shukurov | The Sevens, Dubai Toeschouwers: 3.000 Scheidsrechter: Fahad Al-Kassar (VAE) |

|                                                                       | |       |               |                                                                                     |
| 29 februari Kwalificatie WK 2014 Groep A «onderlinge duels» 16:45 uur | Irak | 7 – 1 | Singapore     | Grand Hamadstadion, Doha Toeschouwers: 950 Scheidsrechter: Abdullah Al-Hilali (OMA) |
| 29 februari Kwalificatie WK 2014 Groep A «onderlinge duels» 16:45 uur | Karrar Al-Mahmodi 5' Younis Mahmoud 11' Hawar Mulla Mohammed 22' (pen.) Nashat Akram 36' (pen.) Mustafa Karim 48' Younis Mahmoud 61' Younis Mahmoud 90' |       | 27' Isa Halim | Grand Hamadstadion, Doha Toeschouwers: 950 Scheidsrechter: Abdullah Al-Hilali (OMA) |

|                                                       |                |       |                  |                                                                                  |
| 1 juni Vriendschappelijk «onderlinge duels» 20:00 uur | Hongkong       | 1 – 0 | Singapore        | Hongkongstadion, Hongkong Toeschouwers: 4.285 Scheidsrechter: Kim Dae-yong (KOR) |
| 1 juni Vriendschappelijk «onderlinge duels» 20:00 uur | Lam Ka Wai 36' |       | 45' Kuo Yin-hung | Hongkongstadion, Hongkong Toeschouwers: 4.285 Scheidsrechter: Kim Dae-yong (KOR) |

|                                                       |                                   |       |                                         |                                                                                    |
| 8 juni Vriendschappelijk «onderlinge duels» 19:30 uur | Singapore                         | 2 – 2 | Maleisië                                | Jalan Besarstadion, Singapore Toeschouwers: 5.985 Scheidsrechter: Ng Kai Lam (HKG) |
| 8 juni Vriendschappelijk «onderlinge duels» 19:30 uur | Shahdan Sulaiman 88' Li Qiu 90+3' |       | 44' Azamuddin Akil 60' Mohd Safiq Rahim | Jalan Besarstadion, Singapore Toeschouwers: 5.985 Scheidsrechter: Ng Kai Lam (HKG) |

|                                                        |                                                |       |           |                                                                     |
| 12 juni Vriendschappelijk «onderlinge duels» 20:45 uur | Maleisië                                       | 2 – 0 | Singapore | Shah Alamstadion, Shah Alam Scheidsrechter: Teetichai Nualjan (THA) |
| 12 juni Vriendschappelijk «onderlinge duels» 20:45 uur | Ahmad Shakir Mohd Ali 19' Mohd Safiq Rahim 63' |       |           | Shah Alamstadion, Shah Alam Scheidsrechter: Teetichai Nualjan (THA) |

|                                                            |                                          |       |          |                                                                                                 |
| 15 augustus Vriendschappelijk «onderlinge duels» 20:30 uur | Singapore                                | 2 – 0 | Hongkong | Jurong Weststadion, West Region Toeschouwers: 837 Scheidsrechter: Muhammad Taqi Aljaafari (SIN) |
| 15 augustus Vriendschappelijk «onderlinge duels» 20:30 uur | Aleksandar Đurić 7' Aleksandar Đurić 21' |       |          | Jurong Weststadion, West Region Toeschouwers: 837 Scheidsrechter: Muhammad Taqi Aljaafari (SIN) |

|                                                            |           |                                           |            |                                                                      |
| 7 september Vriendschappelijk «onderlinge duels» 19:45 uur | Singapore | 0 – 2                                     | Filipijnen | Jurong Weststadion, West Region Scheidsrechter: Suhaizi Shukri (MAS) |
| 7 september Vriendschappelijk «onderlinge duels» 19:45 uur |           | 8' Emelio Caligdong 49' Phil Younghusband |            | Jurong Weststadion, West Region Scheidsrechter: Suhaizi Shukri (MAS) |

|                                                             |                |       |                |                                                                  |
| 11 september Vriendschappelijk «onderlinge duels» 18:00 uur | Myanmar        | 1 – 1 | Singapore      | Thuwunnastadion, Yangon Scheidsrechter: Monkolchal Pechsri (THA) |
| 11 september Vriendschappelijk «onderlinge duels» 18:00 uur | David Htan 80' |       | 53' Agu Casmir | Thuwunnastadion, Yangon Scheidsrechter: Monkolchal Pechsri (THA) |

|                                                           |                                   |       |       | |
| 16 oktober Vriendschappelijk «onderlinge duels» 19:30 uur | Singapore                         | 2 – 0 | India | Choa Chu Kangstadion, West Region Toeschouwers: 3.448 Scheidsrechter: Nagor Amir Noor Mohamed (MAS) |
| 16 oktober Vriendschappelijk «onderlinge duels» 19:30 uur | Khairul Amri 42' Fazrul Nawaz 49' |       |       | Choa Chu Kangstadion, West Region Toeschouwers: 3.448 Scheidsrechter: Nagor Amir Noor Mohamed (MAS) |

|                                                            |                    |       |           |                                                                                  |
| 15 november Vriendschappelijk «onderlinge duels» 18:00 uur | Filipijnen         | 1 – 0 | Singapore | Cebu City Sports Center, Cebu City Scheidsrechter: Nagor Amir Noor Mohamed (MAS) |
| 15 november Vriendschappelijk «onderlinge duels» 18:00 uur | Marwin Angeles 56' |       |           | Cebu City Sports Center, Cebu City Scheidsrechter: Nagor Amir Noor Mohamed (MAS) |

|                                                            |                                                                      |       |          |                                                                                  |
| 19 november Vriendschappelijk «onderlinge duels» 19:30 uur | Singapore                                                            | 4 – 0 | Pakistan | Jurong Weststadion, West Region Scheidsrechter: Mohamed Hadimin Shahbuddin (BRU) |
| 19 november Vriendschappelijk «onderlinge duels» 19:30 uur | Shi Jiayi 2' Khairul Amri 45' Shahril Ishak 64' Aleksandar Đurić 88' |       |          | Jurong Weststadion, West Region Scheidsrechter: Mohamed Hadimin Shahbuddin (BRU) |

| Zuidoost-Aziatisch kampioenschap voetbal 2012 |
| --------------------------------------------- |

|                                                                                   |          |                                                          |           |                                                                          |
| 25 november Zuidoost-Aziatisch kampioenschap Groep B «onderlinge duels» 20:45 uur | Maleisië | 0 – 3                                                    | Singapore | Nationaal stadion, Kuala Lumpur Scheidsrechter: Valentin Kovalenko (UZB) |
| 25 november Zuidoost-Aziatisch kampioenschap Groep B «onderlinge duels» 20:45 uur |          | 32' Shahril Ishak 38' Shahril Ishak 75' Aleksandar Đurić |           | Nationaal stadion, Kuala Lumpur Scheidsrechter: Valentin Kovalenko (UZB) |

|                                                                                   |                      |       |           |                                                                     |
| 28 november Zuidoost-Aziatisch kampioenschap Groep B «onderlinge duels» 18:00 uur | Indonesië            | 1 – 0 | Singapore | Nationaal stadion, Kuala Lumpur Scheidsrechter: Ali Abdulnabi (BHR) |
| 28 november Zuidoost-Aziatisch kampioenschap Groep B «onderlinge duels» 18:00 uur | Andik Vermansyah 87' |       |           | Nationaal stadion, Kuala Lumpur Scheidsrechter: Ali Abdulnabi (BHR) |

|                                                                                  |                                                                         |       |                                                                                       |                                                              |
| 1 december Zuidoost-Aziatisch kampioenschap Groep B «onderlinge duels» 20:45 uur | Singapore                                                               | 4 – 3 | Laos                                                                                  | Shah Alamstadion, Shah Alam Scheidsrechter: Ng Kai Lam (HKG) |
| 1 december Zuidoost-Aziatisch kampioenschap Groep B «onderlinge duels» 20:45 uur | Shahril Ishak 45+1' Shahril Ishak 52' Khairul Amri 63' Fazrul Nawaz 65' |       | 21' Khampheng Sayavutthi 40' Keoviengphet Liththideth 82' (pen.) Khampheng Sayavutthi | Shah Alamstadion, Shah Alam Scheidsrechter: Ng Kai Lam (HKG) |

|                                                                                       |            |       |           |                                                                          |
| 8 december Zuidoost-Aziatisch kampioenschap Halve finale «onderlinge duels» 20:00 uur | Filipijnen | 0 – 0 | Singapore | Rizal Memorial Stadium, Manilla Scheidsrechter: Abdullah Al-Hilali (OMA) |
| 8 december Zuidoost-Aziatisch kampioenschap Halve finale «onderlinge duels» 20:00 uur |            |       |           | Rizal Memorial Stadium, Manilla Scheidsrechter: Abdullah Al-Hilali (OMA) |

|                                                                                        |                  |       |            |                                                                                 |
| 12 december Zuidoost-Aziatisch kampioenschap Halve finale «onderlinge duels» 20:00 uur | Singapore        | 1 – 0 | Filipijnen | Jalan Besarstadion, Singapore Toeschouwers: 8.000 Scheidsrechter: Tan Hai (CHN) |
| 12 december Zuidoost-Aziatisch kampioenschap Halve finale «onderlinge duels» 20:00 uur | Khairul Amri 19' |       |            | Jalan Besarstadion, Singapore Toeschouwers: 8.000 Scheidsrechter: Tan Hai (CHN) |

|                                                                                  |                                                                      |       |                 |                                                                                      |
| 19 december Zuidoost-Aziatisch kampioenschap Finale «onderlinge duels» 20:00 uur | Singapore                                                            | 3 – 1 | Thailand        | Jalan Besarstadion, Singapore Toeschouwers: 8.000 Scheidsrechter: Masaaki Toma (JPN) |
| 19 december Zuidoost-Aziatisch kampioenschap Finale «onderlinge duels» 20:00 uur | Fahrudin Mustafić 10' (pen.) Khairul Amri 19' Baihakki Khaizan 90+1' |       | 65' Adul Lahsoh | Jalan Besarstadion, Singapore Toeschouwers: 8.000 Scheidsrechter: Masaaki Toma (JPN) |

|                                                                                  |                       |       |           |                                                                    |
| 22 december Zuidoost-Aziatisch kampioenschap Finale «onderlinge duels» 19:00 uur | Thailand              | 1 – 0 | Singapore | Supachalasaistadion, Bangkok Scheidsrechter: Ravshan Irmatov (UZB) |
| 22 december Zuidoost-Aziatisch kampioenschap Finale «onderlinge duels» 19:00 uur | Kirati Keawsombat 45' |       |           | Supachalasaistadion, Bangkok Scheidsrechter: Ravshan Irmatov (UZB) |

|  |  |  |  |  |  |  |  |  |

### 2013
|                                                           |                                                                   |       |                       |                                                                |
| 1 februari Vriendschappelijk «onderlinge duels» 15:30 uur | Bahrein                                                           | 3 – 1 | Singapore             | Nationaal stadion, Riffa Scheidsrechter: Mohammad Arafah (JOR) |
| 1 februari Vriendschappelijk «onderlinge duels» 15:30 uur | Mahmood Al-Ajmi 20' Mahmood Al-Ajmi 55' Mohamed Duaij Mahorfi 85' |       | 70' Safuwan Baharudin | Nationaal stadion, Riffa Scheidsrechter: Mohammad Arafah (JOR) |

|                                                                      |                                                                          |       |           |                                                                                            |
| 6 februari Kwalificatie AK 2015 Groep A «onderlinge duels» 15:00 uur | Jordanië                                                                 | 4 – 0 | Singapore | Koning Abdullahstadion, Amman Toeschouwers: 2.004 Scheidsrechter: Valentin Kovalenko (UZB) |
| 6 februari Kwalificatie AK 2015 Groep A «onderlinge duels» 15:00 uur | Abdallah Deeb 18' Khalil Bani Attiah 52' Ahmed Hayel 55' Ahmed Hayel 74' |       |           | Koning Abdullahstadion, Amman Toeschouwers: 2.004 Scheidsrechter: Valentin Kovalenko (UZB) |

|                                                       |         |                                  |           |                                             |
| 4 juni Vriendschappelijk «onderlinge duels» 19:30 uur | Myanmar | 0 – 2                            | Singapore | Thuwunnastadion, Yangon Toeschouwers: 5.000 |
| 4 juni Vriendschappelijk «onderlinge duels» 19:30 uur |         | 8' Khairul Amri 11' Shaiful Esah |           | Thuwunnastadion, Yangon Toeschouwers: 5.000 |

|                                                       |                                                 |       |                                                                                              |                                                                     |
| 7 juni Vriendschappelijk «onderlinge duels» 18:00 uur | Laos                                            | 2 – 5 | Singapore                                                                                    | Nationaal stadion, Vientiane Scheidsrechter: Sivakorn Pu-udom (THA) |
| 7 juni Vriendschappelijk «onderlinge duels» 18:00 uur | Ketsada Souksavanh 48' Khonesavanh Sihavong 62' |       | 7' Indra Sahdan Daud 27' Hariss Harun 41' Safuwan Baharudin 83' Gabriel Quak 86' Hafiz Rahim | Nationaal stadion, Vientiane Scheidsrechter: Sivakorn Pu-udom (THA) |

|                                                                       |           |                                 |      |                                                                                      |
| 14 augustus Kwalificatie AK 2015 Groep A «onderlinge duels» 19:30 uur | Singapore | 0 – 2                           | Oman | Jalan Besarstadion, Singapore Toeschouwers: 5.849 Scheidsrechter: Masaaki Toma (JPN) |
| 14 augustus Kwalificatie AK 2015 Groep A «onderlinge duels» 19:30 uur |           | 15' Qasim Said 45' Eid Al-Farsi |      | Jalan Besarstadion, Singapore Toeschouwers: 5.849 Scheidsrechter: Masaaki Toma (JPN) |

|                                                            |                                                                                          |       |                   |                                                                 |
| 6 september Vriendschappelijk «onderlinge duels» 18:30 uur | China                                                                                    | 6 – 1 | Singapore         | TEDA Football Stadium, Tianjin Scheidsrechter: Ryuji Sato (JPN) |
| 6 september Vriendschappelijk «onderlinge duels» 18:30 uur | Yu Dabao 8' Yu Dabao 32' Zhang Xizhe 43' (pen.) Sun Ke 45' Zheng Long 70' Zheng Long 86' |       | 17' Shahfiq Ghani | TEDA Football Stadium, Tianjin Scheidsrechter: Ryuji Sato (JPN) |

|                                                             |            |       |           |                                               |
| 10 september Vriendschappelijk «onderlinge duels» 20:00 uur | Hongkong   | 1 – 0 | Singapore | Mong Kokstadion, Mong Kok Toeschouwers: 3.990 |
| 10 september Vriendschappelijk «onderlinge duels» 20:00 uur | Bai He 60' |       |           | Mong Kokstadion, Mong Kok Toeschouwers: 3.990 |

|                                                           |                 |       |      |                               |
| 10 oktober Vriendschappelijk «onderlinge duels» 19:45 uur | Singapore       | 1 – 0 | Laos | Jalan Besarstadion, Singapore |
| 10 oktober Vriendschappelijk «onderlinge duels» 19:45 uur | Khairul Amri 2' |       |      | Jalan Besarstadion, Singapore |

|                                                                      |                                   |       |               |                                                                                      |
| 15 oktober Kwalificatie AK 2015 Groep A «onderlinge duels» 19:30 uur | Singapore                         | 2 – 1 | Syrië         | Jalan Besarstadion, Singapore Toeschouwers: 3.012 Scheidsrechter: Kim Sang-woo (KOR) |
| 15 oktober Kwalificatie AK 2015 Groep A «onderlinge duels» 19:30 uur | Khairul Amri 62' Gabriel Quak 82' |       | 89' Raja Rafe | Jalan Besarstadion, Singapore Toeschouwers: 3.012 Scheidsrechter: Kim Sang-woo (KOR) |

|                                                                       |                                                                               |       |           |                                                                                |
| 15 november Kwalificatie AK 2015 Groep A «onderlinge duels» 14:00 uur | Syrië                                                                         | 4 – 0 | Singapore | Jalan Besarstadion, Teheran Toeschouwers: 50 Scheidsrechter: Minoru Tōjō (JPN) |
| 15 november Kwalificatie AK 2015 Groep A «onderlinge duels» 14:00 uur | Sanharib Malki 10' Ahmad Al-Douni 83' Oday Jafal 86' Abdel Fattah Al-Agha 90' |       |           | Jalan Besarstadion, Teheran Toeschouwers: 50 Scheidsrechter: Minoru Tōjō (JPN) |

### 2014
|                                                                      |                         |       |                                                           |                                                                                 |
| 4 februari Kwalificatie AK 2015 Groep A «onderlinge duels» 19:30 uur | Singapore               | 1 – 3 | Jordanië                                                  | Jalan Besarstadion, Singapore Toeschouwers: 2.371 Scheidsrechter: Tan Hai (CHN) |
| 4 februari Kwalificatie AK 2015 Groep A «onderlinge duels» 19:30 uur | Khairul Amri 84' (pen.) |       | 44' Tha'er Bawab 58' Ahmad Hayel 90+2' Yusuf Al-Rawashdeh | Jalan Besarstadion, Singapore Toeschouwers: 2.371 Scheidsrechter: Tan Hai (CHN) |

|                                                                   |                                                     |       |                   |                                                                                     |
| 5 maart Kwalificatie AK 2015 Groep A «onderlinge duels» 17:30 uur | Oman                                                | 3 – 1 | Singapore         | Sultan Qaboosstadion, Muscat Toeschouwers: 6.700 Scheidsrechter: Ko Hyung-jin (KOR) |
| 5 maart Kwalificatie AK 2015 Groep A «onderlinge duels» 17:30 uur | Amad Al-Hosni 19' Qasim Said 51' Sami Al-Hasani 69' |       | 78' Shahril Ishak | Sultan Qaboosstadion, Muscat Toeschouwers: 6.700 Scheidsrechter: Ko Hyung-jin (KOR) |

|                                                            |                                    |       |                     |                                                       |
| 6 september Vriendschappelijk «onderlinge duels» 19:30 uur | Singapore                          | 2 – 1 | Papoea-Nieuw-Guinea | Hougangstadion, North-East Region Toeschouwers: 1.748 |
| 6 september Vriendschappelijk «onderlinge duels» 19:30 uur | Sahil Suhaimi 17' Fazrul Nawaz 23' |       | 61' Raymond Gunemba | Hougangstadion, North-East Region Toeschouwers: 1.748 |

|                                                            |           |       |          |                                                                                      |
| 9 september Vriendschappelijk «onderlinge duels» 19:30 uur | Singapore | 0 – 0 | Hongkong | Hougangstadion, North-East Region Scheidsrechter: Mohd Amirul Izwan bin Yaacob (MAS) |
| 9 september Vriendschappelijk «onderlinge duels» 19:30 uur |           |       |          | Hougangstadion, North-East Region Scheidsrechter: Mohd Amirul Izwan bin Yaacob (MAS) |

|                                                           |                              |       |                            |                                                                                   |
| 10 oktober Vriendschappelijk «onderlinge duels» 20:00 uur | Hongkong                     | 2 – 1 | Singapore                  | Mong Kokstadion, Mong Kok Toeschouwers: 2.203 Scheidsrechter: Kao Jung Fang (TPE) |
| 10 oktober Vriendschappelijk «onderlinge duels» 20:00 uur | Xu Deshuai 7' Ju Yingzhi 52' |       | 90+4' (pen.) Shahril Ishak | Mong Kokstadion, Mong Kok Toeschouwers: 2.203 Scheidsrechter: Kao Jung Fang (TPE) |

|                                                           |                                   |       |                                   |                          |
| 14 oktober Vriendschappelijk «onderlinge duels» 19:00 uur | Macau                             | 2 – 2 | Singapore                         | Olympisch Stadion, Macau |
| 14 oktober Vriendschappelijk «onderlinge duels» 19:00 uur | Ka Hang Leong 53' Niki Torrão 90' |       | 23' Khairul Amri 36' Khairul Amri | Olympisch Stadion, Macau |

|                                                           |                                           |       |           |                          |
| 7 november Vriendschappelijk «onderlinge duels» 18:00 uur | Bahrein                                   | 2 – 0 | Singapore | Nationaal stadion, Riffa |
| 7 november Vriendschappelijk «onderlinge duels» 18:00 uur | Ismail Abdullatif 67' Sami Al-Husaini 75' |       |           | Nationaal stadion, Riffa |

|                                                            |                                      |       |      |                                              |
| 13 november Vriendschappelijk «onderlinge duels» 19:30 uur | Singapore                            | 2 – 0 | Laos | Yishunstadion, Singapore Toeschouwers: 1.377 |
| 13 november Vriendschappelijk «onderlinge duels» 19:30 uur | Baihakki Khaizan 5' Khairul Amri 32' |       |      | Yishunstadion, Singapore Toeschouwers: 1.377 |

|                                                            |                                                                         |       |                                       |                                              |
| 17 november Vriendschappelijk «onderlinge duels» 19:00 uur | Singapore                                                               | 4 – 2 | Cambodja                              | Yishunstadion, Singapore Toeschouwers: 1.989 |
| 17 november Vriendschappelijk «onderlinge duels» 19:00 uur | Khairul Amri 9' Faris Ramli 29' Shahril Ishak 34' Safuwan Baharudin 38' |       | 27' Laboravy Khoun 31' Laboravy Khoun | Yishunstadion, Singapore Toeschouwers: 1.989 |

| Zuidoost-Aziatisch kampioenschap voetbal 2014 |
| --------------------------------------------- |

|                                                                                   |                  |       |                                                 |                                                                                         |
| 23 november Zuidoost-Aziatisch kampioenschap Groep B «onderlinge duels» 20:00 uur | Singapore        | 1 – 2 | Thailand                                        | Nationaal stadion, Singapore Toeschouwers: 32.148 Scheidsrechter: Alireza Faghani (IRN) |
| 23 november Zuidoost-Aziatisch kampioenschap Groep B «onderlinge duels» 20:00 uur | Khairul Amri 20' |       | 9' Mongkol Tossakrai 89' (pen.) Charyl Chappuis | Nationaal stadion, Singapore Toeschouwers: 32.148 Scheidsrechter: Alireza Faghani (IRN) |

|                                                                                   |                                          |       |                                                                               |                                                                                         |
| 26 november Zuidoost-Aziatisch kampioenschap Groep B «onderlinge duels» 20:00 uur | Myanmar                                  | 2 – 4 | Singapore                                                                     | Nationaal stadion, Singapore Toeschouwers: 24.000 Scheidsrechter: Ilgiz Tantasjev (UZB) |
| 26 november Zuidoost-Aziatisch kampioenschap Groep B «onderlinge duels» 20:00 uur | Zayar Win Kyaw 55' Ko Ko Kyaw 62' (pen.) |       | 15' Shaiful Esah 35' Hariss Harun 42' Hariss Harun 75' (e.d.) Maung Lwin Khin | Nationaal stadion, Singapore Toeschouwers: 24.000 Scheidsrechter: Ilgiz Tantasjev (UZB) |

|                                                                                   |                  |       |                                                                           |                                                                                      |
| 29 november Zuidoost-Aziatisch kampioenschap Groep B «onderlinge duels» 20:00 uur | Singapore        | 1 – 3 | Maleisië                                                                  | Nationaal stadion, Singapore Toeschouwers: 50.000 Scheidsrechter: Ahmed Al-Kaf (OMA) |
| 29 november Zuidoost-Aziatisch kampioenschap Groep B «onderlinge duels» 20:00 uur | Khairul Amri 83' |       | 61' Safee Sali 90+3' (pen.) Mohd Safiq Rahim 90+4' Indra Putra Mahayuddin | Nationaal stadion, Singapore Toeschouwers: 50.000 Scheidsrechter: Ahmed Al-Kaf (OMA) |

|  |  |  |  |  |  |  |  |  |

### 2015
|                                                         |                                          |       |           | |
| 26 maart Vriendschappelijk «onderlinge duels» 19:00 uur | Thailand                                 | 2 – 0 | Singapore | 5th Dec Sports Complex, Nakhon Ratchasima Toeschouwers: 5.000 Scheidsrechter: Hettikamkanamge Perera (SRI) |
| 26 maart Vriendschappelijk «onderlinge duels» 19:00 uur | Suttinan Phuk-hom 87' Pokkhao Anan 90+1' |       |           | 5th Dec Sports Complex, Nakhon Ratchasima Toeschouwers: 5.000 Scheidsrechter: Hettikamkanamge Perera (SRI) |

|                                                         |                                      |       |                                      |                                                                                    |
| 31 maart Vriendschappelijk «onderlinge duels» 19:30 uur | Singapore                            | 2 – 2 | Guam                                 | Jalan Besarstadion, Singapore Toeschouwers: 1.864 Scheidsrechter: Mohd Abdul (MAS) |
| 31 maart Vriendschappelijk «onderlinge duels» 19:30 uur | Faris Ramli 54' Baihakki Khaizan 80' |       | 37' Shawn Nicklaw 73' Jason Cunliffe | Jalan Besarstadion, Singapore Toeschouwers: 1.864 Scheidsrechter: Mohd Abdul (MAS) |

|                                                       |                         |       |                                   |                                                                                    |
| 30 mei Vriendschappelijk «onderlinge duels» 18:00 uur | Bangladesh              | 1 – 2 | Singapore                         | Bangabandhustadion, Dhaka Toeschouwers: 5.000 Scheidsrechter: Mizanur Rahman (BAN) |
| 30 mei Vriendschappelijk «onderlinge duels» 18:00 uur | Nasiruddin Chowdhury 4' |       | 32' Fazrul Nawaz 72' Khairul Amri | Bangabandhustadion, Dhaka Toeschouwers: 5.000 Scheidsrechter: Mizanur Rahman (BAN) |

|                                                       |                                                                                     |       |                      |                                                     |
| 6 juni Vriendschappelijk «onderlinge duels» 17:00 uur | Singapore                                                                           | 5 – 1 | Brunei               | Jurong Eaststadion, East Region Toeschouwers: 1.141 |
| 6 juni Vriendschappelijk «onderlinge duels» 17:00 uur | Khairul Amri 7' Hariss Harun 37' Shaiful Esah 44' Khairul Amri 56' Fazrul Nawaz 65' |       | 41' Abdul Mu'iz Sisa | Jurong Eaststadion, East Region Toeschouwers: 1.141 |

|                                                                   |          |                                                                              |           |                                                                                       |
| 11 juni Kwalificatie WK 2018 Groep E «onderlinge duels» 18:30 uur | Cambodja | 0 – 4                                                                        | Singapore | Olympisch stadion, Phnom Penh Toeschouwers: 63.000 Scheidsrechter: Kwok Man Liu (HKG) |
| 11 juni Kwalificatie WK 2018 Groep E «onderlinge duels» 18:30 uur |          | 9' Khairul Amri 21' Safuwan Baharudin 35' Safuwan Baharudin 55' Fazrul Nawaz |           | Olympisch stadion, Phnom Penh Toeschouwers: 63.000 Scheidsrechter: Kwok Man Liu (HKG) |

|                                                                   |       |       |           |                                                                                               |
| 16 juni Kwalificatie WK 2018 Groep E «onderlinge duels» 19:30 uur | Japan | 0 – 0 | Singapore | Saitamastadion, Saitama Toeschouwers: 57.533 Scheidsrechter: Mohanad Qasim Eesee Sarray (IRQ) |
| 16 juni Kwalificatie WK 2018 Groep E «onderlinge duels» 19:30 uur |       |       |           | Saitamastadion, Saitama Toeschouwers: 57.533 Scheidsrechter: Mohanad Qasim Eesee Sarray (IRQ) |

|                                                            |                                                                                |       |           |                                                                                       |
| 28 augustus Vriendschappelijk «onderlinge duels» 21:00 uur | Qatar                                                                          | 4 – 0 | Singapore | Jassim Bin Hamadstadion, Doha Toeschouwers: 250 Scheidsrechter: Omar Al-Yaqoubi (OMA) |
| 28 augustus Vriendschappelijk «onderlinge duels» 21:00 uur | Mohammed Musa 57' Mohammed Muntari 69' Hasan Al-Haidos 79' Ismail Mohammed 80' |       |           | Jassim Bin Hamadstadion, Doha Toeschouwers: 250 Scheidsrechter: Omar Al-Yaqoubi (OMA) |

|                                                                       |                |       |           |                                                                                        |
| 3 september Kwalificatie WK 2018 Groep E «onderlinge duels» 20:00 uur | Syrië          | 1 – 0 | Singapore | Sultan Qaboosstadion, Muscat Toeschouwers: 100 Scheidsrechter: Yousef Al-Marzouq (KUW) |
| 3 september Kwalificatie WK 2018 Groep E «onderlinge duels» 20:00 uur | Oday Jafal 59' |       |           | Sultan Qaboosstadion, Muscat Toeschouwers: 100 Scheidsrechter: Yousef Al-Marzouq (KUW) |

|                                                                     |                  |       |             |                                                                                    |
| 8 oktober Kwalificatie WK 2018 Groep E «onderlinge duels» 20:00 uur | Singapore        | 1 – 0 | Afghanistan | Nationaal stadion, Singapore Toeschouwers: 5.400 Scheidsrechter: Ng Chiu Kok (HKG) |
| 8 oktober Kwalificatie WK 2018 Groep E «onderlinge duels» 20:00 uur | Khairul Amri 72' |       |             | Nationaal stadion, Singapore Toeschouwers: 5.400 Scheidsrechter: Ng Chiu Kok (HKG) |

|                                                                      |                                  |       |                 |                                                                                      |
| 13 oktober Kwalificatie WK 2018 Groep E «onderlinge duels» 20:00 uur | Singapore                        | 2 – 1 | Cambodja        | Nationaal stadion, Singapore Toeschouwers: 6.650 Scheidsrechter: Kim Dae-young (KOR) |
| 13 oktober Kwalificatie WK 2018 Groep E «onderlinge duels» 20:00 uur | Faris Ramli 16' Fazrul Nawaz 47' |       | 66' Souhana Sos | Nationaal stadion, Singapore Toeschouwers: 6.650 Scheidsrechter: Kim Dae-young (KOR) |

|                                                                       |           |                                                    |       |                                                                                          |
| 12 november Kwalificatie WK 2018 Groep E «onderlinge duels» 19:15 uur | Singapore | 0 – 3                                              | Japan | Nationaal stadion, Singapore Toeschouwers: 33.868 Scheidsrechter: Fahad Al-Mirdasi (KSA) |
| 12 november Kwalificatie WK 2018 Groep E «onderlinge duels» 19:15 uur |           | 20' Mu Kanazaki 26' Keisuke Honda 87' Maya Yoshida |       | Nationaal stadion, Singapore Toeschouwers: 33.868 Scheidsrechter: Fahad Al-Mirdasi (KSA) |

|                                                                       |                              |       |                                   |                                                                                       |
| 17 november Kwalificatie WK 2018 Groep E «onderlinge duels» 20:00 uur | Singapore                    | 1 – 2 | Syrië                             | Nationaal stadion, Singapore Toeschouwers: 7.468 Scheidsrechter: Kim Jong-hyeok (KOR) |
| 17 november Kwalificatie WK 2018 Groep E «onderlinge duels» 20:00 uur | Safuwan Baharudin 89' (pen.) |       | 20' Omar Khribin 90' Omar Khribin | Nationaal stadion, Singapore Toeschouwers: 7.468 Scheidsrechter: Kim Jong-hyeok (KOR) |

### 2016
|                                                         |                                    |       |                   |                                                                                    |
| 24 maart Vriendschappelijk «onderlinge duels» 19:45 uur | Singapore                          | 2 – 1 | Myanmar           | Jalan Besarstadion, Singapore Toeschouwers: 5.280 Scheidsrechter: Mohd Abdul (MAS) |
| 24 maart Vriendschappelijk «onderlinge duels» 19:45 uur | Shahril Ishak 27' Fazrul Nawaz 87' |       | 65' Lam Mang Suan | Jalan Besarstadion, Singapore Toeschouwers: 5.280 Scheidsrechter: Mohd Abdul (MAS) |

|                                                                    |                                     |       |                  |                                                                           |
| 24 maart Kwalificatie WK 2018 Groep E «onderlinge duels» 15:00 uur | Afghanistan                         | 2 – 1 | Singapore        | Takhtistadion, Teheran Toeschouwers: 24.500 Scheidsrechter: Ming Fu (CHN) |
| 24 maart Kwalificatie WK 2018 Groep E «onderlinge duels» 15:00 uur | Khaibar Amani 39' Josef Shirdel 79' |       | 89' Fazrul Nawaz | Takhtistadion, Teheran Toeschouwers: 24.500 Scheidsrechter: Ming Fu (CHN) |

|                                                  |         |                 |           |                                                                                        |
| 3 juni AYA Bank Cup «onderlinge duels» 19:30 uur | Myanmar | 0 – 1           | Singapore | Thuwunnastadion, Yangon Toeschouwers: 31.000 Scheidsrechter: Muhammad Nasaruddin (MAS) |
| 3 juni AYA Bank Cup «onderlinge duels» 19:30 uur |         | 34' Faris Ramli |           | Thuwunnastadion, Yangon Toeschouwers: 31.000 Scheidsrechter: Muhammad Nasaruddin (MAS) |

|                                                  |                                                             |              |           |                                                                                  |
| 6 juni AYA Bank Cup «onderlinge duels» 18:00 uur | Vietnam                                                     | 3 – 0 (n.v.) | Singapore | Thuwunnastadion, Yangon Toeschouwers: 6.800 Scheidsrechter: Khin Maung Win (MYA) |
| 6 juni AYA Bank Cup «onderlinge duels» 18:00 uur | Công Vinh Lê 92' Văn Quyết Nguyễn 99' Thanh Trung Đinh 114' |              |           | Thuwunnastadion, Yangon Toeschouwers: 6.800 Scheidsrechter: Khin Maung Win (MYA) |

|                                                        |                                  |       |                  |                                                                                         |
| 28 juli Vriendschappelijk «onderlinge duels» 18:30 uur | Cambodja                         | 2 – 1 | Singapore        | Olympisch stadion, Phnom Penh Toeschouwers: 48.000 Scheidsrechter: Anh Tuấn Hoàng (VIE) |
| 28 juli Vriendschappelijk «onderlinge duels» 18:30 uur | Vathanaka Chan 19' Dina Tith 45' |       | 23' Khairul Amri | Olympisch stadion, Phnom Penh Toeschouwers: 48.000 Scheidsrechter: Anh Tuấn Hoàng (VIE) |

|                                                            |                                                                                     |       |                       |                          |
| 1 september Vriendschappelijk «onderlinge duels» 19:15 uur | Bahrein                                                                             | 3 – 1 | Singapore             | Nationaal stadion, Riffa |
| 1 september Vriendschappelijk «onderlinge duels» 19:15 uur | Mohamed Al-Romaihi 11' (pen.) Abdullah Omar 50' (pen.) Ismail Abdullatif 87' (pen.) |       | 37' Safuwan Baharudin | Nationaal stadion, Riffa |

|                                                          |           |       |          |                                                                                       |
| 7 oktober Vriendschappelijk «onderlinge duels» 19:30 uur | Singapore | 0 – 0 | Maleisië | Nationaal stadion, Singapore Toeschouwers: 34.820 Scheidsrechter: Đức Vũ Nguyễn (VIE) |
| 7 oktober Vriendschappelijk «onderlinge duels» 19:30 uur |           |       |          | Nationaal stadion, Singapore Toeschouwers: 34.820 Scheidsrechter: Đức Vũ Nguyễn (VIE) |

|                                                           |                                     |       |           |                                               |
| 11 oktober Vriendschappelijk «onderlinge duels» 20:00 uur | Hongkong                            | 2 – 0 | Singapore | Mong Kokstadion, Mong Kok Toeschouwers: 4.136 |
| 11 oktober Vriendschappelijk «onderlinge duels» 20:00 uur | Alex Tayo Akande 42' Huang Yang 70' |       |           | Mong Kokstadion, Mong Kok Toeschouwers: 4.136 |

|                                                           |                                      |       |           |                                                       |
| 9 november Vriendschappelijk «onderlinge duels» 20:00 uur | Syrië                                | 2 – 0 | Singapore | Tuanku Abdul Rahmanstadion, Seremban Toeschouwers: 70 |
| 9 november Vriendschappelijk «onderlinge duels» 20:00 uur | Amro Jenyat 65' Khaled Al-Mbayed 70' |       |           | Tuanku Abdul Rahmanstadion, Seremban Toeschouwers: 70 |

|                                                            |                  |       |          |                                                                                       |
| 13 november Vriendschappelijk «onderlinge duels» 19:45 uur | Singapore        | 1 – 0 | Cambodja | Bishanstadion, Singapore Toeschouwers: 2.946 Scheidsrechter: Hadimin Shahbuddin (BRU) |
| 13 november Vriendschappelijk «onderlinge duels» 19:45 uur | Yasir Hanapi 70' |       |          | Bishanstadion, Singapore Toeschouwers: 2.946 Scheidsrechter: Hadimin Shahbuddin (BRU) |

| Zuidoost-Aziatisch kampioenschap voetbal 2016 |
| --------------------------------------------- |

|                                                                           |            |       |           |                                                                                               |
| 19 november Zuidoost-Aziatisch kampioenschap «onderlinge duels» 20:00 uur | Filipijnen | 0 – 0 | Singapore | Philippine Sports Stadium, Bulacan Toeschouwers: 4.339 Scheidsrechter: Masoud Tufaylieh (SYR) |
| 19 november Zuidoost-Aziatisch kampioenschap «onderlinge duels» 20:00 uur |            |       |           | Philippine Sports Stadium, Bulacan Toeschouwers: 4.339 Scheidsrechter: Masoud Tufaylieh (SYR) |

|                                                                           |                   |       |           |                                                                                            |
| 22 november Zuidoost-Aziatisch kampioenschap «onderlinge duels» 16:30 uur | Thailand          | 1 – 0 | Singapore | Philippine Sports Stadium, Bulacan Toeschouwers: 359 Scheidsrechter: Arumughan Rowan (IND) |
| 22 november Zuidoost-Aziatisch kampioenschap «onderlinge duels» 16:30 uur | Sarawut Masuk 89' |       |           | Philippine Sports Stadium, Bulacan Toeschouwers: 359 Scheidsrechter: Arumughan Rowan (IND) |

|                                                                           |                  |       |                                           |                                                                                          |
| 25 november Zuidoost-Aziatisch kampioenschap «onderlinge duels» 20:00 uur | Singapore        | 1 – 2 | Indonesië                                 | Rizal Memorial Stadium, Manilla Toeschouwers: 467 Scheidsrechter: Masoud Tufaylieh (SYR) |
| 25 november Zuidoost-Aziatisch kampioenschap «onderlinge duels» 20:00 uur | Khairul Amri 27' |       | 62' Andik Vermansyah 85' Stefano Lilipaly | Rizal Memorial Stadium, Manilla Toeschouwers: 467 Scheidsrechter: Masoud Tufaylieh (SYR) |

|  |  |  |  |  |  |  |  |  |

### 2017
|                                                         |                                         |       |                  |                                                                              |
| 23 maart Vriendschappelijk «onderlinge duels» 20:15 uur | Afghanistan                             | 2 – 1 | Singapore        | Al Ahlistadion, Doha Toeschouwers: 100 Scheidsrechter: Khamis Al Marri (QAT) |
| 23 maart Vriendschappelijk «onderlinge duels» 20:15 uur | Sharif Mukhammad 4' Mustafa Azadzoy 57' |       | 46' Shawal Anuar | Al Ahlistadion, Doha Toeschouwers: 100 Scheidsrechter: Khamis Al Marri (QAT) |

|                                                                    |         |       |           |                                                                                      |
| 28 maart Kwalificatie AK 2019 Groep E «onderlinge duels» 19:00 uur | Bahrein | 0 – 0 | Singapore | Nationaal stadion, Riffa Toeschouwers: 225 Scheidsrechter: Nivon Robesh Gamini (SRI) |
| 28 maart Kwalificatie AK 2019 Groep E «onderlinge duels» 19:00 uur |         |       |           | Nationaal stadion, Riffa Toeschouwers: 225 Scheidsrechter: Nivon Robesh Gamini (SRI) |

|                                                                   |                 |       |                                  |                                                                                    |
| 10 juni Kwalificatie AK 2019 Groep E «onderlinge duels» 21:00 uur | Singapore       | 1 – 2 | Chinees Taipei                   | Jalan Besarstadion, Kallang Toeschouwers: 5.234 Scheidsrechter: Ahmed Al-Ali (JOR) |
| 10 juni Kwalificatie AK 2019 Groep E «onderlinge duels» 21:00 uur | Hariss Harun 6' |       | 31' Xavier Chen 60' Chen Chao-an | Jalan Besarstadion, Kallang Toeschouwers: 5.234 Scheidsrechter: Ahmed Al-Ali (JOR) |

|                                                        |           | |            |                                                                                       |
| 13 juni Vriendschappelijk «onderlinge duels» 20:30 uur | Singapore | 0 – 6 | Argentinië | Nationaal stadion, Kallang Toeschouwers: 28.044 Scheidsrechter: Hiroyuki Kimura (JPN) |
| 13 juni Vriendschappelijk «onderlinge duels» 20:30 uur |           | 25' Federico Fazio 30' Joaquín Correa 60' Alejandro Gómez 74' Leandro Paredes 90' Lucas Alario 90+4' Ángel Di María |            | Nationaal stadion, Kallang Toeschouwers: 28.044 Scheidsrechter: Hiroyuki Kimura (JPN) |

|                                                            |                              |       |                |                                                                     |
| 31 augustus Vriendschappelijk «onderlinge duels» 19:30 uur | Singapore                    | 1 – 1 | Hongkong       | Jalan Besarstadion, Kallang Scheidsrechter: Pummarin Khamruen (THA) |
| 31 augustus Vriendschappelijk «onderlinge duels» 19:30 uur | Safuwan Baharudin 76' (pen.) |       | 1' Chan Siu Ki | Jalan Besarstadion, Kallang Scheidsrechter: Pummarin Khamruen (THA) |

|                                                                       |                   |       |                            |                                                                                      |
| 5 september Kwalificatie AK 2019 Groep E «onderlinge duels» 19:30 uur | Singapore         | 1 – 1 | Turkmenistan               | Jalan Besarstadion, Kallang Toeschouwers: 3.712 Scheidsrechter: Yudai Yamamoto (JPN) |
| 5 september Kwalificatie AK 2019 Groep E «onderlinge duels» 19:30 uur | Shakir Hamzah 63' |       | 82' Altymyrat Annadurdyýew | Jalan Besarstadion, Kallang Toeschouwers: 3.712 Scheidsrechter: Yudai Yamamoto (JPN) |

|                                                          |                                                            |       |                 |                                                               |
| 5 oktober Vriendschappelijk «onderlinge duels» 18:00 uur | Qatar                                                      | 3 – 1 | Singapore       | Jassim bin Hamadstadion, Doha Scheidsrechter: Ali Sabah (IRQ) |
| 5 oktober Vriendschappelijk «onderlinge duels» 18:00 uur | Almoez Abdulla 39' Almoez Abdulla 52' Ahmed Al-Aaeldin 82' |       | 53' Faris Ramli | Jassim bin Hamadstadion, Doha Scheidsrechter: Ali Sabah (IRQ) |

|                                                                      |                                               |       |                 |                                                                                   |
| 10 oktober Kwalificatie AK 2019 Groep E «onderlinge duels» 16:30 uur | Turkmenistan                                  | 2 – 1 | Singapore       | Köpetdagstadion, Asjchabad Toeschouwers: 15.400 Scheidsrechter: Ng Chiu Kok (IRQ) |
| 10 oktober Kwalificatie AK 2019 Groep E «onderlinge duels» 16:30 uur | Wahyt Orazsähedow 18' Wahyt Orazsähedow 90+3' |       | 27' Irfan Fandi | Köpetdagstadion, Asjchabad Toeschouwers: 15.400 Scheidsrechter: Ng Chiu Kok (IRQ) |

|                                                           |           |               |         |                                                                                       |
| 9 november Vriendschappelijk «onderlinge duels» 18:00 uur | Singapore | 0 – 1         | Libanon | Nationaal stadion, Kallang Toeschouwers: 4.000 Scheidsrechter: Sivakorn Pu-Udom (THA) |
| 9 november Vriendschappelijk «onderlinge duels» 18:00 uur |           | 18' Ali Hamam |         | Nationaal stadion, Kallang Toeschouwers: 4.000 Scheidsrechter: Sivakorn Pu-Udom (THA) |

|                                                                       |           |                                                              |         |                                                                                     |
| 14 november Kwalificatie AK 2019 Groep E «onderlinge duels» 19:30 uur | Singapore | 0 – 3                                                        | Bahrein | Nationaal stadion, Kallang Toeschouwers: 2.628 Scheidsrechter: Jarred Gillett (AUS) |
| 14 november Kwalificatie AK 2019 Groep E «onderlinge duels» 19:30 uur |           | 65' Mahdi Abduljabbar 81' Jamal Rashed 84' Mahdi Abduljabbar |         | Nationaal stadion, Kallang Toeschouwers: 2.628 Scheidsrechter: Jarred Gillett (AUS) |

### 2018
|                                                         |                                                                |       |                                       |                                                                                     |
| 23 maart Vriendschappelijk «onderlinge duels» 17:30 uur | Singapore                                                      | 3 – 2 | Malediven                             | Nationaal stadion, Kallang Toeschouwers: 1.500 Scheidsrechter: Ahmad A'qashah (SIN) |
| 23 maart Vriendschappelijk «onderlinge duels» 17:30 uur | Hariss Harun 37' Shahdan Sulaiman 66' (pen.) Shakir Hamzah 72' |       | 40' Mohamed Umair 81' Ibrahim Hussain | Nationaal stadion, Kallang Toeschouwers: 1.500 Scheidsrechter: Ahmad A'qashah (SIN) |

|                                                                    |                   |       |           |                                                                                             |
| 27 maart Kwalificatie AK 2019 Groep E «onderlinge duels» 19:00 uur | Chinees Taipei    | 1 – 0 | Singapore | Taipei Municipal Stadium, Taipei Toeschouwers: 8.139 Scheidsrechter: Pranjal Banerjee (IND) |
| 27 maart Kwalificatie AK 2019 Groep E «onderlinge duels» 19:00 uur | Chen Po-liang 37' |       |           | Taipei Municipal Stadium, Taipei Toeschouwers: 8.139 Scheidsrechter: Pranjal Banerjee (IND) |

|                                                            |                  |       |                     |                                                           |
| 7 september Vriendschappelijk «onderlinge duels» 19:30 uur | Singapore        | 1 – 1 | Mauritius           | Bishanstadion, Bishan Scheidsrechter: Muhammad Taqi (SGP) |
| 7 september Vriendschappelijk «onderlinge duels» 19:30 uur | Ikhsan Fandi 74' |       | Johanthan Justin 5' | Bishanstadion, Bishan Scheidsrechter: Muhammad Taqi (SGP) |

|                                                             |                                   |       |      |                                                                 |
| 11 september Vriendschappelijk «onderlinge duels» 19:30 uur | Singapore                         | 2 – 0 | Fiji | Bishanstadion, Bishan Scheidsrechter: Mongkolchai Pechsri (THA) |
| 11 september Vriendschappelijk «onderlinge duels» 19:30 uur | Hariss Harun 11' Ikhsan Fandi 12' |       |      | Bishanstadion, Bishan Scheidsrechter: Mongkolchai Pechsri (THA) |

|                                                           |                                   |       |          |                                                            |
| 12 oktober Vriendschappelijk «onderlinge duels» 19:30 uur | Singapore                         | 2 – 0 | Mongolië | Bishanstadion, Bishan Scheidsrechter: Wiwat Jumpaoon (THA) |
| 12 oktober Vriendschappelijk «onderlinge duels» 19:30 uur | Hariss Harun 71' Gabriel Quak 82' |       |          | Bishanstadion, Bishan Scheidsrechter: Wiwat Jumpaoon (THA) |

|                                                           |                 |       |                                   |                                                                |
| 16 oktober Vriendschappelijk «onderlinge duels» 19:30 uur | Cambodja        | 1 – 2 | Singapore                         | Olympic Stadion, Phnom Penh Scheidsrechter: Thant Zin Oo (MYA) |
| 16 oktober Vriendschappelijk «onderlinge duels» 19:30 uur | Ho Wai Loon 17' |       | Jacob Mahler 61' Ikhsan Fandi 75' | Olympic Stadion, Phnom Penh Scheidsrechter: Thant Zin Oo (MYA) |

### 2019
|                                                          |          |                 |           | |
| 20 maart Airmarine Cup 2019 «onderlinge duels» 20:45 uur | Maleisië | 0 – 1           | Singapore | Bukit Jalil National Stadium, Kuala Lumpur Toeschouwers: 3.741 Scheidsrechter: Yudi Nurcahya (IND) |
| 20 maart Airmarine Cup 2019 «onderlinge duels» 20:45 uur |          | Faris Ramli 82' |           | Bukit Jalil National Stadium, Kuala Lumpur Toeschouwers: 3.741 Scheidsrechter: Yudi Nurcahya (IND) |

|                                                       |                                                                       |       |                                                     |                                                                    |
| 8 juni Vriendschappelijk «onderlinge duels» 20:45 uur | Singapore                                                             | 4 – 3 | Salomonseilanden                                    | Sinagpore Sports Hub, Kallang Scheidsrechter: Suhaizi Shukri (MAS) |
| 8 juni Vriendschappelijk «onderlinge duels» 20:45 uur | Faris Ramli 4' Shahdan Sulaiman 67' Gabriel Quak 75' Hariss Harun 84' |       | Gagame Feni 48' Andrew Abba 58' Benjamin Totori 75' | Sinagpore Sports Hub, Kallang Scheidsrechter: Suhaizi Shukri (MAS) |

FAS · 
Lijst van A-internationals · 
Singaporees vrouwenelftal
1960 – 1969 ·
1970 – 1979 ·
1980 – 1989 ·
1990 – 1999 ·
2000 – 2009 ·
2010 – 2019
Afghanistan ·
Argentinië ·
Australië · 
Azerbeidzjan · 
Bahrein · 
Bangladesh · 
Brunei · 
Cambodja · 
Canada · 
China · 
Denemarken · 
Fiji ·
Filipijnen · 
Finland · 
Ghana · 
Guam ·
Hongkong · 
India · 
Indonesië · 
Irak · 
Iran · 
Israël · 
Japan · 
Jemen ·
Jordanië · 
Kazachstan · 
Kirgizië · 
Koeweit · 
Laos · 
Libanon · 
Macau · 
Malediven · 
Maleisië · 
Mauritius ·
Mongolië · 
Myanmar · 
Nepal · 
Nieuw-Zeeland · 
Noord-Korea · 
Noorwegen · 
Oezbekistan · 
Oman · 
Oost-Timor · 
Pakistan · 
Palestina · 
Papoea-Nieuw-Guinea ·
Polen · 
Qatar ·
Salomonseilanden · 
Saoedi-Arabië · 
Sri Lanka · 
Syrië · 
Tadzjikistan · 
Taiwan · 
Thailand · 
Turkmenistan · 
Uruguay · 
Verenigde Arabische Emiraten · 
Vietnam · 
Zuid-Korea · 
Zuid-Vietnam · 
Zweden
AFC-zone: Afghanistan · Australië · Bahrein · Bangladesh · Bhutan · Brunei · Cambodja · China · Chinees Taipei · Filipijnen · Guam · Hongkong · India · Indonesië · Iran · Irak · Japan · Jemen · Jordanië · Koeweit · Kirgizië · Laos · Libanon · Macau · Maleisië · Maldiven · Mongolië · Myanmar · Nepal · Noord-Korea · Oezbekistan · Oman · Oost-Timor · Pakistan · Palestina · Qatar · Saoedi-Arabië · Singapore · Sri Lanka · Syrië · Tadjikistan · Thailand · Turkmenistan · Verenigde Arabische Emiraten · Vietnam · Zuid-Korea

CAF-zone: Algerije · Angola · Benin · Botswana · Burkina Faso · Burundi · Centraal-Afrikaanse Republiek · Comoren · Congo-Brazzaville · Congo-Kinshasa · Djibouti · Egypte · Equatoriaal-Guinea · Eritrea · Ethiopië · Gabon · Gambia · Ghana · Guinee · Guinee-Bissau · Ivoorkust · Kaapverdië · Kameroen · Kenia · Lesotho · Liberia · Libië · Madagaskar · Malawi · Mali · Mauritanië · Mauritius · Marokko · Mozambique · Namibië · Niger · Nigeria · Oeganda · Rwanda · Sao Tomé en Principe · Senegal · Seychellen · Sierra Leone · Soedan · Somalië · Swaziland · Tanzania · Togo · Tsjaad · Tunesië · Zambia · Zimbabwe · Zuid-Afrika · Zuid-Soedan 

CONCACAF-zone: Amerikaanse Maagdeneilanden · Anguilla · Antigua en Barbuda · Aruba · Bahama's · Barbados · Belize · Bermuda · Britse Maagdeneilanden · Canada · Kaaimaneilanden · Costa Rica · Cuba · Curaçao · Dominica · Dominicaanse Republiek · El Salvador · Frans Guyana · Grenada · Guadeloupe · Guatemala · Guyana · Haïti · Honduras · Jamaica · Martinique · Mexico · Montserrat · 
Nicaragua · Panama · Puerto Rico · Saint Kitts en Nevis · Saint Lucia · Saint Vincent en de Grenadines · Sint Maarten · Suriname · Trinidad en Tobago · Turks- en Caicoseilanden · Verenigde Staten

CONMEBOL-zone: Argentinië · Bolivia · Brazilië · Chili · Colombia · Ecuador · Paraguay · Peru · Uruguay · Venezuela

OFC-zone: Amerikaans-Samoa · Cookeilanden · Fiji · Nieuw-Caledonië · Nieuw-Zeeland · Papoea-Nieuw-Guinea · Samoa · Salomoneilanden · Tahiti · Tonga · Vanuatu

UEFA-zone: Albanië · Andorra · Armenië · Azerbeidzjan · België · Bosnië en Herzegovina · Bulgarije · Cyprus · Denemarken · Duitsland · Engeland · Estland · Faeröer · Finland · Frankrijk · Georgië · Gibraltar · Griekenland · Hongarije · IJsland · Ierland · Israël · Italië · Kazachstan · Kosovo · Kroatië · Letland · Liechtenstein · Litouwen · Luxemburg · Macedonië · Malta · Moldavië · Montenegro · Nederland · Noord-Ierland · Noorwegen · Oekraïne · Oostenrijk · Polen · Portugal · Roemenië · Rusland · San Marino · Schotland · Servië · Slovenië · Slowakije · Spanje · Tsjechië · Turkije · Wales · Wit-Rusland · Zweden · Zwitserland